# 제2차 세계 대전 중의 덴마크
1939년 9월 제2차 세계 대전이 시작되자 덴마크는 중립을 선언했지만, 그 중립이 전쟁 발발 직후 나치 독일이 덴마크를 점령하는 것을 막지는 못했다. 이 점령은 독일이 패배할 때까지 지속되었다. 덴마크 점령 결정은 1939년 12월 17일 베를린에서 이루어졌다. 1940년 4월 9일 독일은 베저위붕 작전을 통해 덴마크를 점령했다. 덴마크 정부와 국왕은 1943년 8월 29일 독일이 덴마크를 직접적인 군사 점령에 놓이게 될 때까지 비교적 정상적인 방식으로 기능했으며, 이는 1945년 5월 5일 연합군이 승리할 때까지 지속되었다. 독일 점령 하의 다른 국가의 상황과는 달리 대부분의 덴마크 기관은 덴마크 정부와 국왕은 1943년 사보타주에 대한 사형 제도를 포함한 독일의 요구에 항의하여 덴마크 정부가 물러날 때까지 민주주의와 전체주의 체제 사이의 불안한 관계 속에서 덴마크에 남아 있었다.
점령의 직접적인 결과로 3,000명 이상의 덴마크인이 사망했다. 덴마크 자유군단과 무장친위대의 자원봉사자 2,000명(대부분 덴마크 남부의 독일 소수민족 출신)이 동부 전선에서 전투를 벌였으며 1,072명의 상인 선원이 연합군 복무 중 사망했다. 전반적으로 이는 다른 점령 국가 및 대부분의 교전 국가에 비해 매우 낮은 사망률을 나타낸다. 일부 덴마크인은 점령 기간 동안 덴마크 민족사회주의노동자당, 샬부르크 군단, HIPO 군단 및 피터 그룹에 가입하여 협력하기로 결정했다. 덴마크 민족사회주의노동자당은 1943년 덴마크 폴케팅 선거에 참여했으나 독일의 상당한 지지에도 불구하고 2.1%의 득표율에 그쳤다. 덴마크에서는 점령 기간을 점령기(Besættelsen)라고 한다.
전쟁이 진행되는 동안 저항 운동이 전개되었고, 독일 당국이 홀로코스트의 일환으로 이들에게 억류를 명령한 1943년에 대다수의 덴마크 유대인들이 구출되어 중립국 스웨덴으로 보내졌다.